# Lambrecht van den Broek
Lambregt van den Broek (Rotterdam, 31 augustus 1805 - aldaar, 16 december 1863) was een Nederlands dichter. 
Van den Broek was een man van eenvoudige afkomst in een tijd waarin de poëzie vooral het domein van de dominees en de academici was. De Rotterdamse pakhuisknecht ontwikkelde zich door zelfstudie en maakte in 1824 zijn debuut met een ingezonden gedicht in de Nederlandsche Muzenalmanak. Lambrecht van den Broek werd in zijn scheppen aangemoedigd door de gevestigde dichters Immerzeel en Tollens, die zijn werk in de in 1831 verschenen Vaderlandsche Letteroefeningen gunstig recenseerden. Later was Van den Broek werkzaam op een handelskantoor en na 1845 kon hij leven van zijn pen.
Van den Broek heeft veel tijdschriftbijdragen en bundels eenvoudige, in een aantal gevallen humoristische poëzie gepubliceerd. Zijn hekeldichten verschenen onder het pseudoniem Professor Celibatarius. 

## Werken
- Gedichten (1828)
- Vaderlandsche gedichten (1831). Voorts uitgaven voor kinderen, o.a.
- Proeven van gedichtjes voor kinderen van alle standen (1846)
- Proza en poezij voor jongens en meisjes (1859).
- Nagelaten en verspreide gedichten (1864), met een voorrede van A. Bogaers en een levensbericht door H. Maronier.

- Biografisch Portaal: 87447555
- Digitale Bibliotheek voor de Nederlandse Letteren: broe027
- Gemeinsame Normdatei: 135995159
- International Standard Name Identifier: 0000 0000 5611 1210
- Nederlandse Thesaurus van Auteursnamen: 070238324
- Virtual International Authority File: 80414826
- WorldCat: E39PBJcGrdDGDvJhq3ykhtwBfq